# Айн Оджа
Айн Оджа (нар. 24 лютого 1941, волость Казепяе, Тартуський повіт)  — естонська інженерка та ґрунтознавиця.

## Життєпис
Народилася у родині фермера.
Закінчила Пайдеську середню школу в 1958 році, агрономічний факультет Естонського університету природничих наук у 1964 році, а згодом й аспірантуру у 1969 році. Кандидатка сільськогосподарських наук (1976 рік, Ленінградський політехнічний інститут), захистила дисертацію «Мікроморфологічний і мінералогічний склад ґрунтів, які утворилися на червоно-бурій морені». У 1965-66, 1967 і 1983 роках підвищувала кваліфікацію у Московському університеті. Була старшим інженером Естонського сільськогосподарського проєкту в 1964–65 рр., головним інженером у 1983–84 рр., головним інженером проєкту в 1985–90 рр., а в 1965–66 рр.  — асистентом кафедри ґрунтознавства та агрохімії EPA, 1969–71 рр. старша викладачка, 1971–83 ст.н.с., 1990–96  — лаборантка кафедри сільського господарства. Викладала ґрунтознавство, мікроморфологію та мінералогію ґрунтів.

## Дослідницька робота
Сфера наукових досліджень: мікроморфологія та мінералогія ґрунтів. Скарбник-секретар Естонського відділення Всесоюзного товариства ґрунтознавців (1965–84). Понад 40 наукових публікацій.

## Праці
- Про мікроморфологію та мінералогію ґрунтів на червоно-бурій морені. // Научн. тр. ЭСХА 75. Тлн, 1971
- Практикум з мінералогії (у співавторстві). Тарту, 1974
- Мікроморфологія деяких бурих ґрунтів. // Zeszyty problemowe postepow nauk rolniczych 123. Варшава, 1972
- Мікроморфологічні ознаки ранніх етапів культурного ґрунтоутворення. // Бюлл. Почвенного ин-та ВАСХНИЛ 28. М, 1984.